# Polens nationella självständighetsdag
Polens nationella självständighetsdag (polska: Narodowe Święto Niepodległości) är en nationell helgdag i Polen som firas varje år den 11 november för att fira minnet av då Polen 1918 återvann sin självständighet efter 123 år av delningar mellan Ryssland, Preussen och Österrike.
Utropandet av Andra polska republiken anses av många polacker som en viktig del av detta.
Man började fira 1937. Under kommunisttiden var det 22 juli, dagen som PKWN-manifestet utfärdades, som gällde. 1989 återgick man till 11 november.